# Focke Rochen

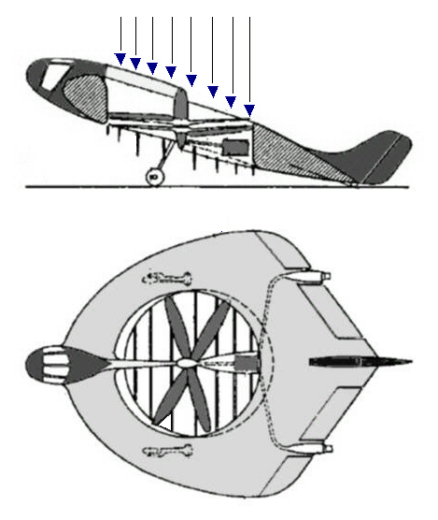
Focke Rochen

Der Focke Rochen ist der Name eines Flugzeugtyps, den der Flugzeugbauer Henrich Focke ab 1944 zu entwickeln begann. Teilweise wird der Entwurf auch Focke-Wulf Schnellflugzeug oder Focke-Wulf VTOL genannt. Nach Tests im Windkanal meldete Focke 1957 ein Patent darauf an. Den Namen Rochen trägt es nach seiner flachen Bauweise. Dem Aufbau nach ist er zwei besonderen Flugzeugtypen zuzurechnen:
- Ringflügler, ein ringförmiger Nurflügler, also ein Flugzeug, bei dem es keine Differenzierung zwischen Tragflächen und Rumpf gibt. Die für den Flug notwendige Stabilität um die Längs- und Querachse wird durch den Flügel selbst erzeugt.
- VTOL, ein Senkrechtstarter, der bis dahin lediglich als Modellflugzeug erprobt war.

Mit Hilfe eines zentralen Koaxialrotors wird für den Senkrechtstart gesorgt. Der Flugzeugtyp kam über die Erprobungsphase nicht hinaus.